# Transmission voie-machine

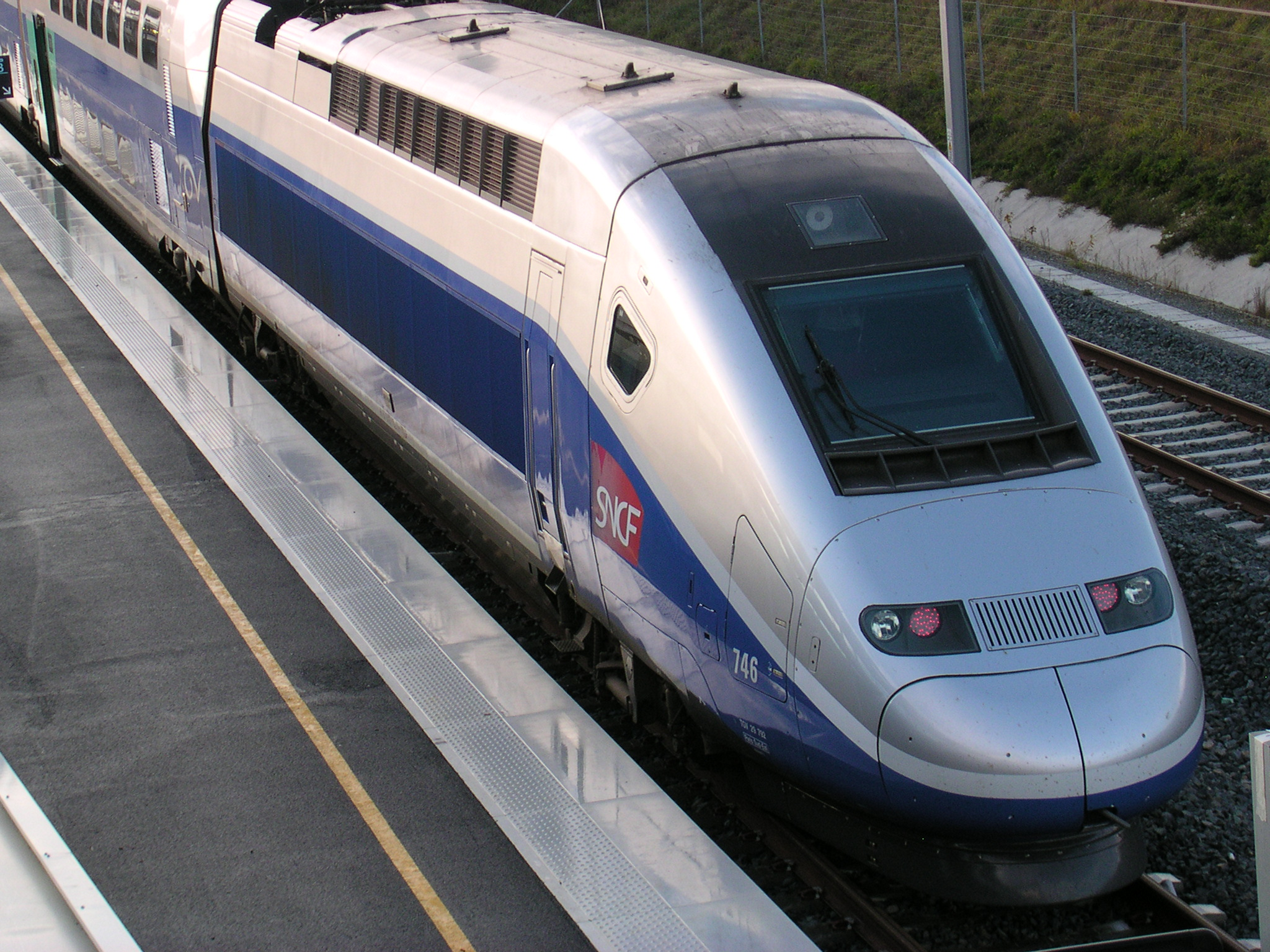
Rama TGV dotada de TVM.

TVM (en francés Transmission voie-machine, «Transmisión vía-máquina») es un sistema francés de señalización ferroviaria destinado a líneas de alta velocidad. Es utilizado como sistema de señalización principal en las líneas de alta velocidad de Francia, Gran Bretaña, Bélgica y Corea del Sur.
La señalización en líneas de alta velocidad es muy diferente a una señalización convencional debido a la dificultad para ver las señales y para frenar un tren de alta velocidad, siendo el TVM uno de los primeros sistemas diseñados para este tipo de tráfico. En la actualidad está en proceso de implementación otro sistema de señalización, el ERTMS, como estándar único en toda Europa.

## Funcionamiento

Señal de final de cantón TVM.

El sistema TVM se basa en un bloqueo que divide la vía en cantones de 1.500 metros. Entre cantón y cantón existe una señal fija, compuesta de un triángulo amarillo sobre fondo azul, especialmente diseñada para ser visible desde la cabina de trenes de alta velocidad.
En cada cantón se transmite una señal a través de la vía que es recibida por el tren a través de una antena. Esta señal incluye dos velocidades, la velocidad máxima del cantón actual y la velocidad máxima del cantón siguiente. El sistema dispone de un instrumento en cabina que muestra al maquinista ambas velocidades.
Cuando un tren tiene que reducir a una determinada velocidad o frenar, no se le envía una señal del punto de frenada, sino que gradualmente se le adjudica una menor velocidad máxima en cada cantón hasta llegar a una velocidad de 0 si tiene que detenerse. El maquinista tiene que reducir a la velocidad máxima del siguiente cantón antes de superar la pantalla azul y amarilla de final de cantón.
En general, un tren a 320 km/h necesita de 6 a 7 cantones para detenerse completamente. La velocidad máxima señalada no depende solo de los puntos de detención, sino también de diversos factores como la proximidad del tren precedente, la disposición de los aparatos de vía o las limitaciones temporales de velocidad.
Si un maquinista no se atiene a las limitaciones de velocidad indicada, el tren entra automáticamente en frenada de emergencia.

### Versiones
Existen dos versiones del sistema TVM, la versión TVM-300 inicial de funcionamiento analógico y la más moderna TVM-430 de funcionamiento digital.

## Instrumentación en cabina

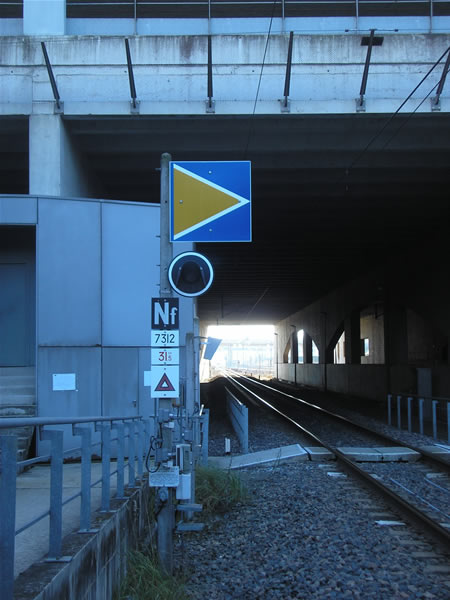
Panel de final de cantón TVM en la estación de Marne-la-Vallée - Chessy. La indicación Nf indica que no es permisiva.

El sistema TVM dispone en cabina de un instrumento que muestra al maquinista la velocidad a la que ha circular. Este instrumento generalmente consiste en una pequeña pantalla con 3 dígitos, que en el caso de la versión TVM-300 puede dar las siguientes indicaciones:
| Nombre                     | Indicación                      | Velocidad máxima                                                            | Velocidad máxima                                                            | Velocidad máxima                                              |
| Nombre                     | Indicación                      | En el cantón actual                                                         | Disparo de frenada de emergencia                                            | En el cantón siguiente                                        |
| -------------------------- | ------------------------------- | --------------------------------------------------------------------------- | --------------------------------------------------------------------------- | ------------------------------------------------------------- |
| Rojo                       |                                 | 30 km/h (en cantón permisivo)                                               | 35 km/h                                                                     | 0 km/h (en cantón no permisivo) 30 km/h (en cantón permisivo) |
| Rojo                       | 0 km/h (en cantón no permisivo) |                                                                             |                                                                             | 0 km/h (en cantón no permisivo) 30 km/h (en cantón permisivo) |
| Cero (Anuncio 0)           |                                 | 80 km/h (si aparece tras cantón 80A) 160 km/h (si aparece tras cantón 160A) | 90 km/h (si aparece tras cantón 80A) 170 km/h (si aparece tras cantón 160A) | 0 km/h (en cantón no permisivo) 30 km/h (en cantón permisivo) |
| 080E (Ejecución 80)        |                                 | 80 km/h                                                                     | 90 km/h                                                                     | 80 km/h                                                       |
| 080A (Anuncio 80)          |                                 | 160 km/h                                                                    | 170 km/h                                                                    |                                                               |
| 160E (Ejecución 160)       |                                 | 160 km/h                                                                    | 170 km/h                                                                    | 160 km/h                                                      |
| 160A (Anuncio 160)         |                                 | 220 km/h                                                                    | 235 km/h                                                                    | 160 km/h                                                      |
| 220E (Ejecución 220)       |                                 | 220 km/h                                                                    | 235 km/h                                                                    | 220 km/h                                                      |
| 220A (Anuncio 220)         |                                 | 270 km/h                                                                    | 285 km/h                                                                    | 220 km/h                                                      |
| 270V                       |                                 | 270 km/h                                                                    | 285 km/h                                                                    | 270 km/h                                                      |
| 270VL (Vía libre 270 km/h) |                                 | 270 km/h                                                                    | 285 km/h                                                                    | 270 km/h                                                      |
| 270A (Anuncio 270)         |                                 | 300 km/h                                                                    | 315 km/h                                                                    | 270 km/h                                                      |
| 300V                       |                                 | 300 km/h                                                                    | 315 km/h                                                                    | 300 km/h                                                      |
| 300VL (Vía libre 300 km/h) |                                 | 300 km/h                                                                    | 315 km/h                                                                    | 300 km/h                                                      |

La diferencia entre una indicación V y VL está en que la indicación V hace presuponer que en los próximos cantontes se iniciará una reducción. La versión TVM-430 incluye además indicaciones para 320 km/h, 230 km/h, 200 km/h, 170 km/h, 130 km/h y 60 km/h.
Además el sistema puede mostrar las siguientes indicaciones:
| Nombre                     | Indicación | Descripción |
| -------------------------- | ---------- | --- |
| Control de velocidad       |            | Indica que se ha sobrepasado la velocidad máxima indicada. |
| Anuncio «cortar corriente» |            | Anuncia la llegada a una sección de catenaria neutra entre dos tramos de diferente fase, por lo que es necesario abrir el disyuntor para evitar dañar los equipos eléctricos. |
| Anuncio «bajar pantógrafo» |            | Anuncia la llegada a una sección de catenaria neutra entre dos tramos de diferente tensión, que es necesario pasar con el pantógrafo bajado.                                  |